# 秦卫江
秦卫江（1955年12月—），湖北省红安县人。中国人民解放军中将。曾任中国人民解放军东部战区副司令员兼战区陆军司令员。

## 生平
1982年从解放军南京通信工程学院毕业，获得工学学士学位。
2002年从国防大学获得军事学硕士学位，专业方向为外军战略，是解放军作战部队中第一位被授予军事学硕士学位的军职指挥员。
2011年被中国科学院研究生院授予管理学博士学位。
历任陆军第六十五集团军坦克团团长，坦克旅旅长，坦克师师长，陆军第六十五集团军装备部部长，陆军第六十五集团军副军长。
2005年7月，任北京军区副参谋长。
2006年3月，任陆军第二十七集团军军长。
2010年12月，任南京军区副司令员。
2015年7月，秦卫江时任南京军区副司令员，其胞弟秦天时任中国人民解放军军事科学院副院长，两人也是当时军界现役将领中唯一同时担任副大军区级领导职务的“兄弟档”。
2016年1月，任新成立的中国人民解放军东部战区副司令员兼战区陆军司令员。
2000年，晋升少将军衔。2012年，晋升中将军衔。2018年1月，当选第十三届全国政协委员。
2018年3月，任十三届全国政协常委、全国政协港澳台侨委员会委员。12月，不再担任东部战区陆军司令员职务，到龄退役。

## 家庭
- 父：秦基伟，中国人民解放军上将，原中华人民共和国国防部部长。
- 胞弟：秦天